# All's Well, Ends Well 2012
Pour plus de détails, voir Fiche technique et Distribution.
All's Well, Ends Well 2012 (八星抱喜, Baat seng bou hei) est une comédie hongkongaise réalisée par Chan Hing-ka et Janet Chun et sortie en 2012 à Hong Kong.
Totalisant 12 105 232 $HK au box-office, c'est le septième volet de la série des All's Well, Ends Well après All's Well, Ends Well 2011.

## Synopsis
Quatre hommes partent en mission héroïque pour aider quatre femmes et connaissent une série d'incidents.

## Fiche technique
- Titre original : 八星抱喜
- Titre international : All's Well, Ends Well 2012
- Réalisation : Chan Hing-ka et Janet Chun
- Scénario : Chan Hing-ka
- Photographie : Cheung Man-po
- Montage : Cheung Ka-fai (en)
- Musique : Andy Cheung et Chiu Tsang-hei
- Production : Raymond Wong et Amy Chin
- Société de production : Mandarin Films Distribution (en) et Pegasus Motion Pictures
- Société de distribution : Pegasus Motion Pictures Distribution
- Pays d'origine :  Hong Kong
- Langue originale : cantonais
- Format : couleur
- Genre : comédie
- Durée : 117 minutes
- Dates de sortie :
  - Hong Kong et Singapour : 19 janvier 2012
  - Taïwan : 23 mars 2012

## Distribution
- Donnie Yen : Carl Tam
- Louis Koo : Holland Pang
- Sandra Ng : Chelsia Sung
- Kelly Chen : Julie Sun
- Raymond Wong : Richard Chu
- Yang Mi : Cecilia Chan
- Chapman To : Hugo Wah
- Lynn Hung : Charmaine Tam
- Ronald Cheng (en) : Shalala
- Karena Ng : Carmen Chu
- Kristal Tin (en) : Daphne Wong
- Lam Suet : Bing-kun
- C-Kwan (en) : Jim
- Vincent Kok (en) : Fattie
- Gong Linna : Xia Fan
- Cherrie Ying : la petite amie de Carl
- Lee Heung-kam (en) : la directrice de l'orphelinat
- Yu Mo-lin (en) : Ho Pik-wan
- Matt Chow (en) : l'avocat Yi
- Manor Chan : Sofia
- Hiro Hayama (en) : Spungehuff Mok
- Maria Cordero : la mentor de Chelsia et Daphne